# Krokom-Åre-Strömsunds kontrakt
Krokom-Åre-Strömsunds kontrakt var ett kontrakt inom Svenska kyrkan i Härnösands stift. Kontraktet utökades och namnändrades 2018  till Norra Jämtlands kontrakt.
Kontraktskoden var 1013.

## Administrativ historik
Kontraktet bildades 2012 av
hela Krokom-Åre kontrakt med
- Undersåkers församling
- Västra Storsjöbygdens församling
- Åre församling
- Kalls församling
- Alsens församling
- Offerdals församling
- Föllingebygdens församling
- Rödöns församling
- Näskotts församling
- Aspås församling
- Ås församling

hela Strömsunds kontrakt
- Hammerdals församling
- Gåxsjö församling
- Ströms församling som 2013 uppgick i Ström-Alanäs församling
- Alanäs församling som 2013 uppgick i Ström-Alanäs församling
- Frostvikens församling
- Tåsjö församling
- Fjällsjö församling
- Bodums församling